# Palazzo di Albrechtsberg
Il Palazzo di Albrechtsberg (in tedesco: Schloss Albrechtsberg) si trova a Dresda, in Germania.

## Storia
Il palazzo fu costruito tra il 1850 e il 1854 da Adolf Lohse (1807-1867) per il principe Alberto di Prussia, fratello minore del re Federico Guglielmo IV di Prussia e futuro imperatore di Germania con il nome di Guglielmo I. Il Principe Alberto era stato appena espulso dalla Casa di Hohenzollern per il suo matrimonio morganatico con la figlia del generale Gustav von Rauch, Rosalia von Rauch, chiamata "Contessa di Hohenau", e non godeva più del favore della corte.
Il palazzo è in stile storicista ispirato al Rinascimento italiano, in quanto Lohse fu allievo di Schinkel, e contrasta con il resto della città, che ha un aspetto barocco. Il parco con le sue terrazze fu progettato da Eduard Neide (1818-1883) e sistemato da Hermann Neumann, il giardiniere di corte.
Il palazzo fu venduto nel 1925 dal conte di Hohenau, ultimo proprietario indebitato, e il parco è aperto al pubblico dal 1930. Appartiene alla città di Dresda. Durante il regime comunista della DDR, è stato il "Palazzo dei Pionieri". Oggi l'interno è utilizzato come sala per concerti e conferenze. Il palazzo ha bisogno di essere restaurato, poiché è stato trascurato per molto tempo.
È visitato in particolare per i bagni turchi e la sala della corona.